# راؤول كابريرا
راؤول كابريرا هو مخرج إكوادوري، ولد في 16 يوليو 1976 في غواياكيل في الإكوادور.